# Jan Kodeš
Jan Kodeš, češki tenisač, * 1. marec 1946, Praga, Češkoslovaška.
Jan Kodeš je zmagovalec treh turnirjev za Grand Slam, še dvakrat pa je zaigral v finalu. Dvakrat je osvojil Odprto prvenstvo Francije, v letih 1970, ko je v finalu v treh nizih premagal Željka Franulovića, in 1971, ko je v finalu v štirih nizih premagal Ilieja Năstaseja, ter enkrat Odprto prvenstvo Anglije leta 1973, ko je v finalu v treh nizih premagal Aleksa Metrevelija. Na turnirjih za Odprto prvenstvo ZDA se je dvakrat uvrstil v finale, v letih 1971, ko ga je v štirih nizih premagal Stan Smith, in 1973, ko ga je v petih nizih premagal John Newcombe, na turnirjih za Odprto prvenstvo Avstralije pa ni nikoli nastopil. Najboljšo uvrstitev na moški teniški letvici je dosegel septembra 1973, ko je zasedal četrto mesto. Leta 1990 je bil sprejet v Mednarodni teniški hram slavnih.

## Posamični finali Grand Slamov (5)

### Zmage (3)
| Leto | Turnir                        | Nasprotnik v finalu | Rezultat finala    |
| 1970 | Odprto prvenstvo Francije     | Željko Franulović   | 6–2, 6–4, 6–0      |
| 1971 | Odprto prvenstvo Francije (2) | Ilie Năstase        | 8–6, 6–2, 2–6, 7–5 |
| 1973 | Odprto prvenstvo Anglije      | Aleks Metreveli     | 6–1, 9–8(5), 6–3   |

### Porazi (2)
| Leto | Turnir                   | Nasprotnik v finalu | Rezultat finala         |
| 1971 | Odprto prvenstvo ZDA     | Stan Smith          | 6–3, 3–6, 2–6, 6–7(3–5) |
| 1973 | Odprto prvenstvo ZDA (2) | John Newcombe       | 4–6, 6–1, 6–4, 2–6, 3–6 |